# 无颞鳞腹链蛇
无颞鳞腹链蛇（学名：Hebius atemporalis）为水游蛇科东亚腹链蛇属的爬行动物。分布于越南以及中国大陆的香港、广东、广西、云南、贵州等地，其标本采集自山区路边。其生存的海拔范围为416至2090米。该物种的模式产地在越南北部。

## 保护
本种于2023年被收录入《有重要生态、科学、社会价值的陆生野生动物名录》。